# Padang Bakung
Padang Bakung is een bestuurslaag in het regentschap Seluma van de provincie Bengkulu, Indonesië. Padang Bakung telt 442 inwoners (volkstelling 2010).